# Arthur Gore, 9. Earl of Arran

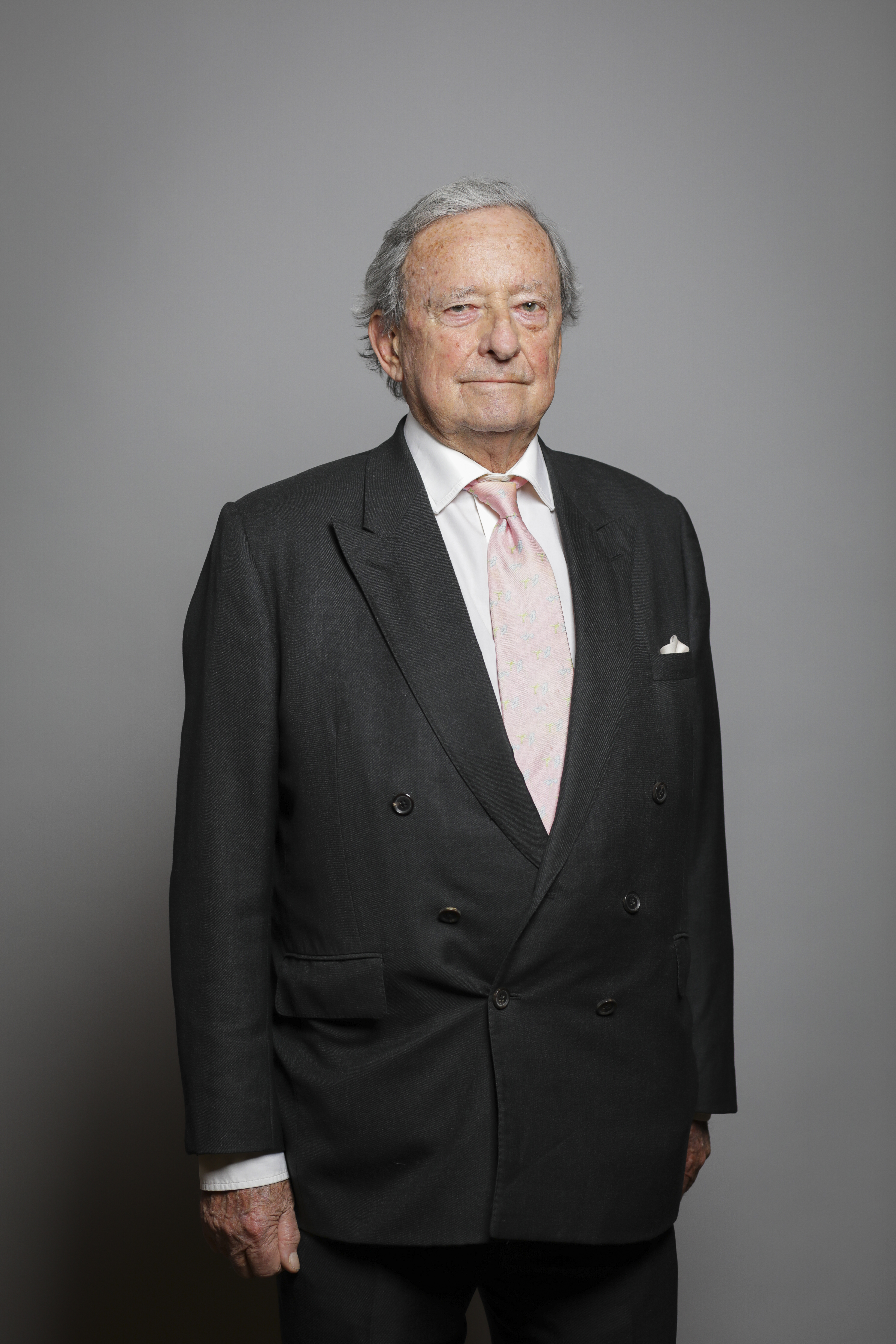
Arthur Gore, 9. Earl of Arran, 2019

Arthur Desmond Colquhoun Gore, 9. Earl of Arran MBE (* 14. Juli 1938) ist ein britischer Peer und Politiker der Conservative Party.

## Leben und Karriere
Gore ist der ältere Sohn des Arthur Gore, 8. Earl of Arran, aus dessen Ehe mit Fiona Colquhoun. Er besuchte das Eton College und studierte dann am Balliol College an der University of Oxford. Danach diente er als Second Lieutenant der Grenadier Guards in der British Army, bevor er im Management bei verschiedenen Zeitungen arbeitete.
Von 1972 bis 1973 war er Assistant Manager des Daily Mail, von 1973 bis 1974 Managing Director (Md) von Clark Nelson und 1974 Assistant General Manager des Sunday Express. Gore war von 1984 bis 1987 Direktor von Waterstone’s & Co Ltd. Er war Vorsitzender (Chairman) der Waste Industry National Trading Organisation (WINTO). Von 1995 bis 1998 war er Non-Executive Director bei HMV (Thorn/EMI), von 1996 bis 1998 bei South West Enterprise Ltd und von 1997 bis 2000 bei Bonhams. 2005 war Gore Direktor von Weather World.
Gore ist derzeit (Stand Januar 2012) Mitglied von Lloyd’s, Mitglied des Treuhandrates (Trustee) des Chelsea Physic Garden (1998) und verschiedener weiterer Trusts, sowie Präsident des Children’s Country Holidays Fund.

## Mitgliedschaft im House of Lords
Im Februar 1983 erbte Gore beim Tod seines Vaters dessen Titel als 9. Earl of Arran, 9. Viscount Sudley, 9. Baron Saunders, 5. Baron Sudley und 11. Baronet (of Castle Gore). Im House of Lords sitzt er als Baron Sudley, da die übrigen Peerwürden zur Peerage of Ireland gehören und daher nicht zu einem erblichen Sitz im House of Lords berechtigen. Seine Antrittsrede im Parlament hielt er am 28. November 1984. Als Themen von politischem Interesse nennt er auf der Webseite des Oberhauses Medien, die Wohlfahrt, Sport und äußere Angelegenheiten.
Er übernahm eine aktive Rolle in der konservativen Fraktion im House of Lords. Er war Lord-in-Waiting bzw. Whip der Regierung von 1987 bis 1989 und von Juli 1994 bis Januar 1995. Von 1987 bis 1989 war er außerdem Sprecher für das Home Office, Department of Education and Science (DES) und Department of Health and Social Security (DHSS), sowie von 1988 bis 1989 beim Umweltministerium.
Von 1989 bis 1994 war er Parlamentarischer Staatssekretär zunächst im Verteidigungs- (1989–1992), dann im Nordirlandministerium (1992–1994), schließlich im Umweltministerium (1994). Von 1995 bis 2000 war er parlamentarischer Berater (Parliamentary Consultant) beim Institute of Waste Management.
Nach dem House of Lords Act 1999 wurde er als einer der 90 erblichen Peers, die weiterhin Sitz und Stimme haben, gewählt. Seine Anwesenheit liegt im Zeitraum ab 2001 im mittleren Bereich.

## Familie
Gore ist verheiratet und hat zwei Töchter. Er und seine Frau betreiben Castle Hill in Filleigh, Devon.
Da er bislang keinen Sohn hat, ist sein voraussichtlicher Titelerbe (Heir Presumptive) sein Onkel fünften Grades, William Henry Gore (* 1950) (Sohn des Paul Annesley Gore).